# توني شيلدون
توني شيلدون (بالإنجليزية: Tony Sheldon)‏ هو نقابي أسترالي، ولد في 1962.